# Хриколь
Хриколь, Домба, Хрыколь, Хурган, Хырколь-Бурну — гора в Крыму, 1036 метров, в Главной гряде Крымских гор.

## Описание
Пирамидальная, заросшая лесом гора с открытой вершиной и полянами на склонах. Скальные выходы с юга (Шабладын-Кая) и запада (Хриколь-Бурун). К востоку от Караби-яйлы, в 6,5 км к югу от села Красноселовка, в 1.1 км к юго-западу от горы Шуври-Кая. 
Отделена от Караби-яйлы перевалом Балабан-Алан (865 м) на западе, от горы Шуври-Кая перевалом Каллистон (820 м) на востоке.
Родники в северо-западном подножии горы Хриколь это истоки реки Танасу.
Место туризма. По южному склону проходят тропы туристических маршрутов № 177 и Крымской тропы, по северо-западному №175. 

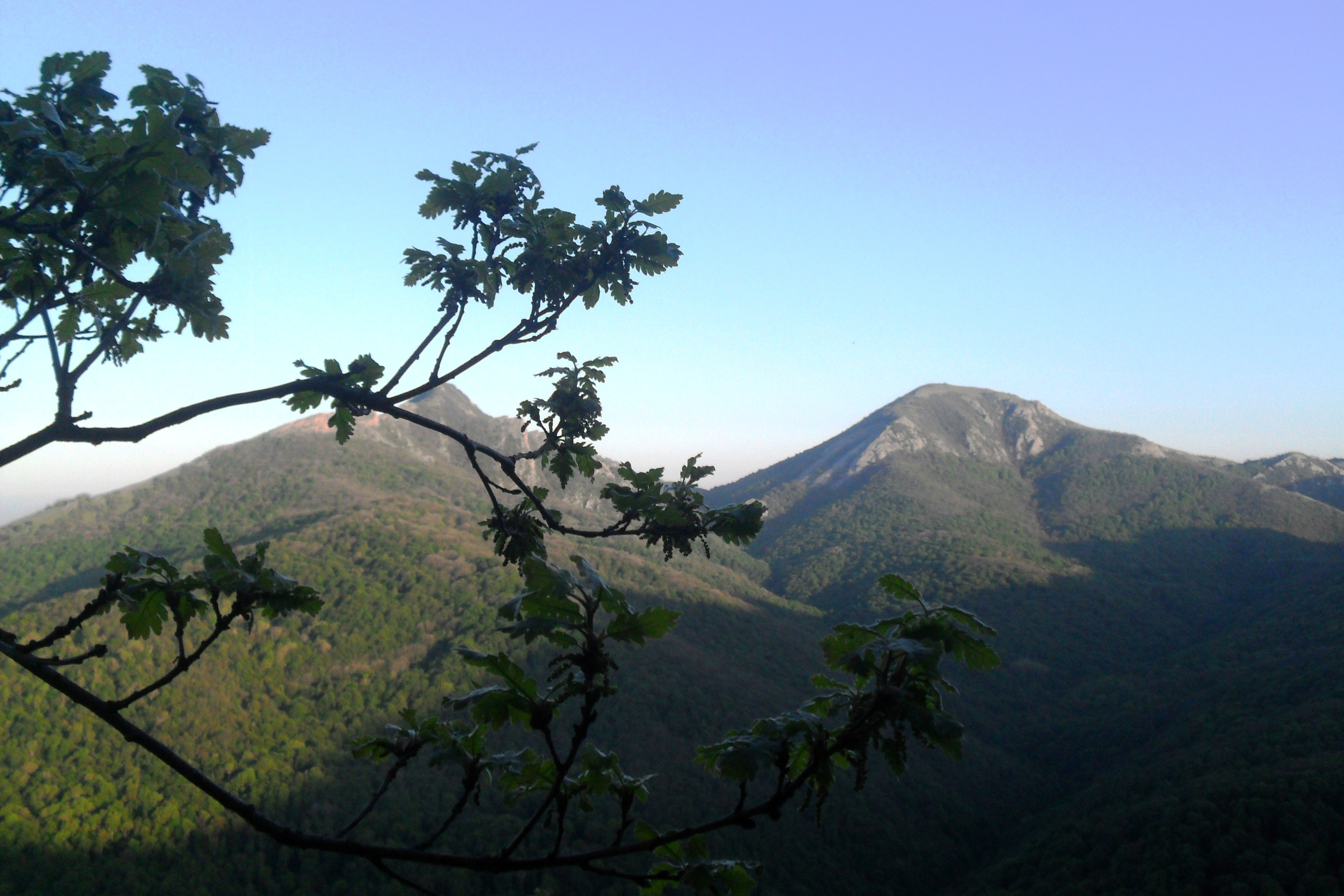
Вид с северо-запада. Справа - Хриколь, слева Шуври-Кая
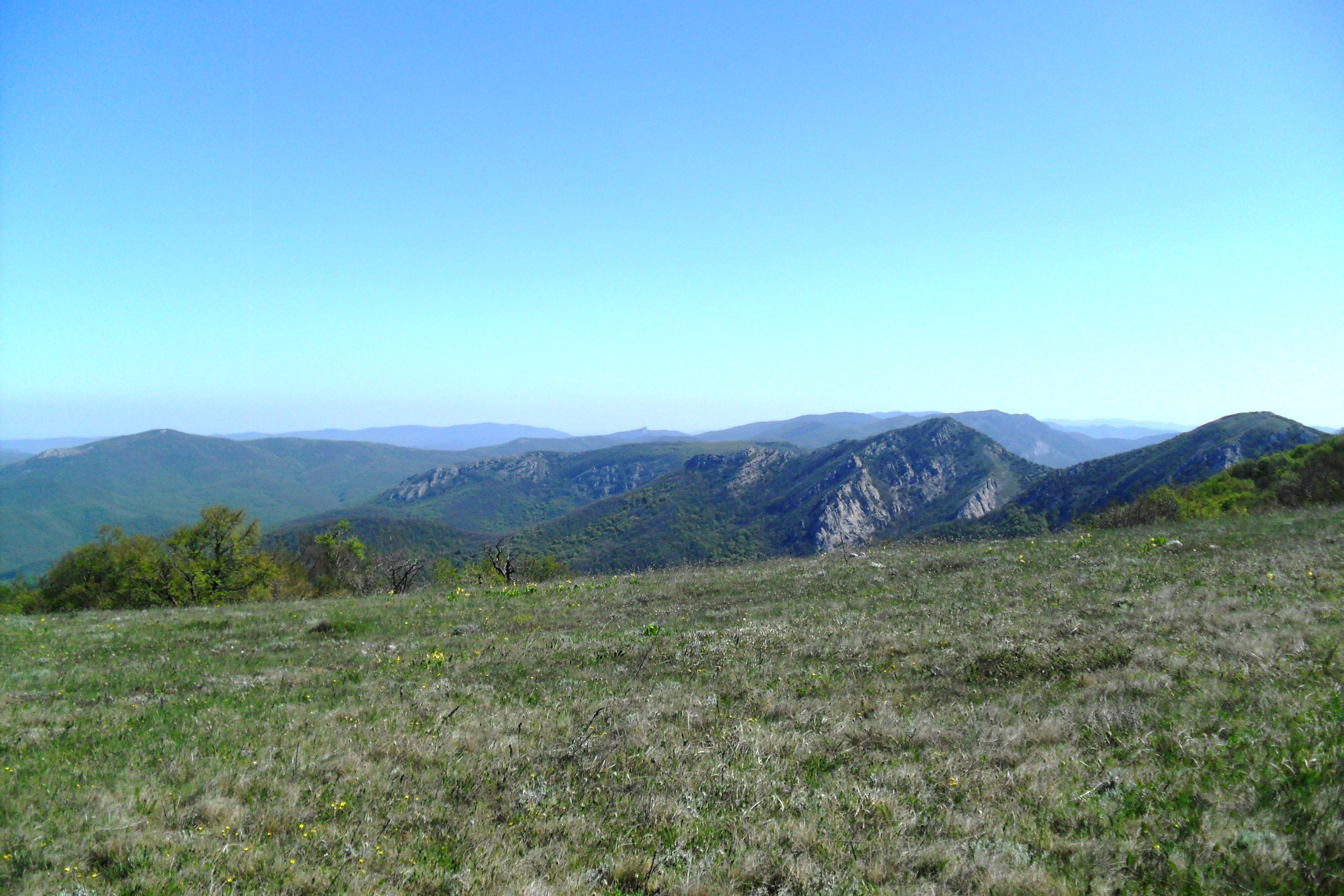
Справа налево Хриколь, Шуври-Кая, Хургуч с Караби-Яйлы
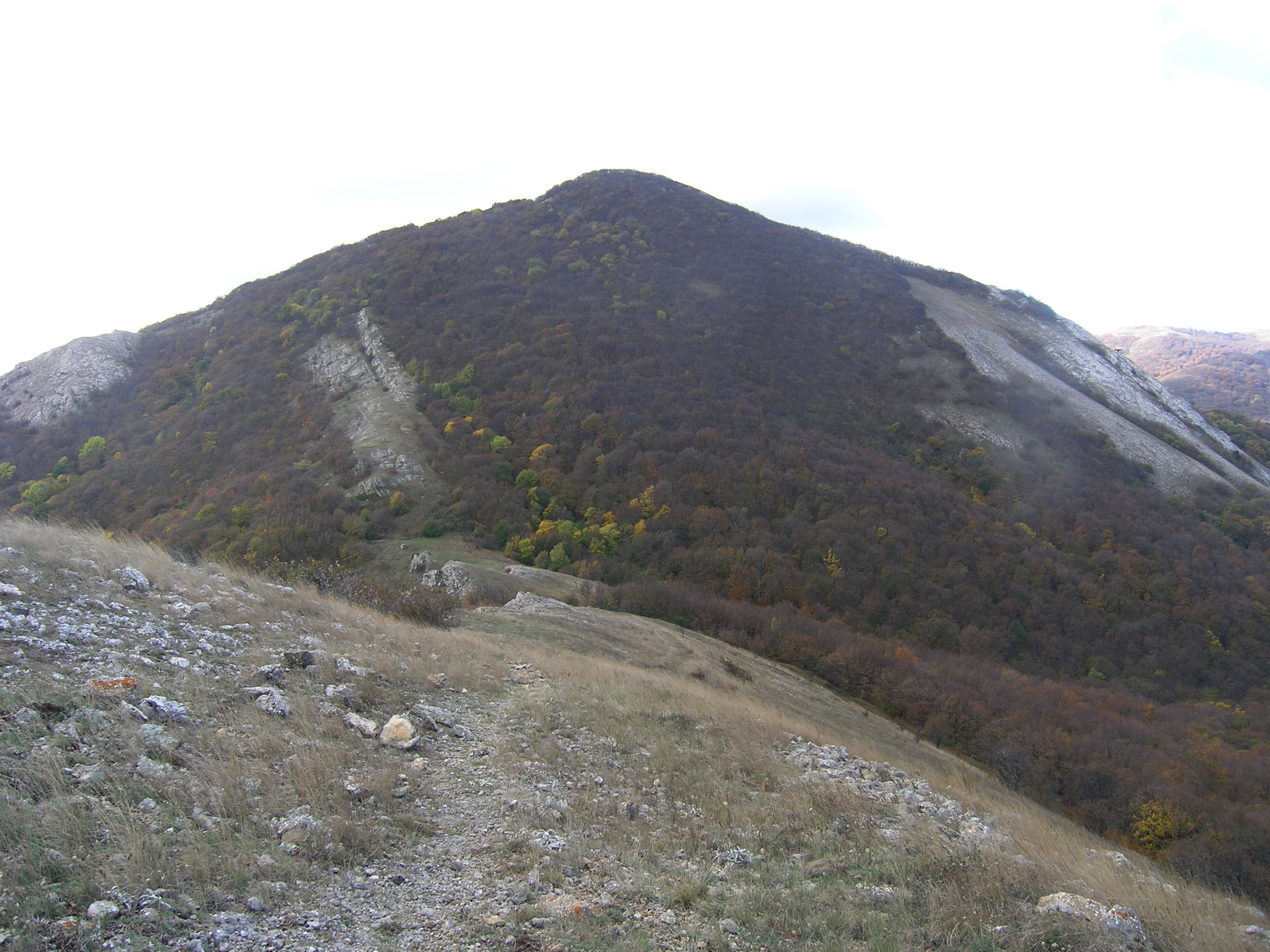
Перевал Каллистон